# Gomba
Gomba est un village et une commune du comitat de Pest en Hongrie.

## Histoire
Le nom du village est mentionné pour la première fois en 1337.